# 鶴立県
鶴立県（かくりつ-けん）は満州国に存在した県。

## 地理
鶴立県は現在の黒竜江省湯原県東部に位置した。

## 歴史
1939年6月1日、三江省湯原県及び蘿北県の一部に鶴立県が新設され、三江省の管轄とされた。
満州国が崩壊すると合江省の管轄とされ、1945年12月には鶴立県興山鎮に興山市が設置され鶴立県の管轄に置かれた。1946年4月、興山市は合江省に一旦移管されたが、同年9月に再び鶴立県に移管されている。1947年2月、合江省に第四専区が設置されると第四専区の管轄とされたが、同年7月に専区が廃止され合江省管轄に移管されている。
1948年10月1日、東北行政委員会は鶴山県と湯原県の合併を決定、合併後は湯原県の名称を使用することとなった。

### 設置
1939年6月、湯原県及び蘿北県の一部に鶴立県が設置される。

### 廃止
1948年10月、湯原県に統合される。
| 前の行政区画 湯原県 蘿北県 | 黒竜江省の歴史的地名 1939年 - 1948年 | 次の行政区画 湯原県 |